# Daniel Woodtli
Daniel Woodtli (* 19. Januar 1974 in Bern) ist ein Schweizer Jazzmusiker (Trompete, auch Flügelhorn, Piano, Komposition).

## Leben und Wirken
Woodtli begann als Zehnjähriger mit dem Trompetenspielen. In der Familienkapelle spielte er jeden Abend Volksmusik. Nach vorwiegend klassischem Unterricht und abgeschlossener Primarlehrerausbildung absolvierte er 2001 ein Jazzstudium an der Hochschule für Musik und Theater Bern bei Bert Joris und Bill Williams; weiterhin nahm er Unterricht bei Nicholas Payton, Terell Stafford, Claus Stötter, Malte Burba, Bobby Shew, Ingrid Jensen, Claudio Roditi und Bill Dobbins.
In jungen Jahren spielte Woodtli in kammermusikalischen Blechbläserensembles, Sinfonieorchestern und der Nationalen Jugend Brass Band; auch absolvierte er Solistenwettbewerbe, bevor seine Leidenschaft zum Jazz erwachte. Mit seinem Sextett errang er 2000 den ersten Platz bei der Chrysler Jazz Competition am Jazz Festival Montreux.
Woodtli spielte mit Clark Terry, Bob Mintzer, Phil Woods und (neben Randy Brecker und Wayne Bergeron) in der Benny Golson All Star Big Band. Dann gehörte er zum Martin Streule Jazz Orchestra, dem David Regan Orchestra oder der Swiss Army Big Band. Er war einer der Gründer des Swiss Jazz Orchestra und gehörte später zu dessen musikalischer Leitung.
2001 gründete er sein Daniel Woodtli Trio, mit dem er 2003 sein Debütalbum unter eigenem Namen vorlegte (Someday In April), dem 2006 das Album Djunsha mit Lisette Spinnler folgte; mit seinem Sextett veröffentlichte er das Album Mellow Grove. Seit 2004 gehörte er zu Kaspar Ewalds Grossformation Exorbitantes Kabinett, seit 2005 ist er zudem als Mitglied der Mundart-Band Patent Ochsner aktiv. Weiterhin arbeitet er im neo-folkloristischen Trio Jütz, mit dem er 2018 das Album hin & über vorlegte.
Zudem ist er als Lehrer an der Musikschule Konservatorium Bern tätig.